# Semproniano
Semproniano – miejscowość i gmina we Włoszech, w regionie Toskania, w prowincji Grosseto.
Według danych na rok 2004 gminę zamieszkiwały 1332 osoby, 16,4 os./km².